# Les Aventuriers du timbre perdu
Les Aventuriers du timbre perdu (Tommy Tricker and the Stamp Traveller) est un film québécois de la série Contes pour tous écrit par Michael Rubbo et produit par Rock Demers en 1988.

## Synopsis
À la recherche d'un inestimable timbre de la collection paternelle volé par Tommy Farceur, un de leurs camarades de classe, Ralph et sa sœur Nancy vont découvrir un secret qui leur permettra de devenir si petits qu'ils pourront voyager à travers un timbre-poste. Ce secret leur permettra de mettre la main sur une fabuleuse collection datant du début du siècle. Ils seront aidés de leur ami Albert, le chef du club de timbres de l'école, qui ne supporte plus les escroqueries de Tommy. Bien sûr, ce dernier est tout aussi intéressé à mettre la main sur la collection.

## Fiche technique
- Titre : Les Aventuriers du timbre perdu
- Titre original : Tommy Tricker and the Stamp Traveller
- Auteur : Michael Rubbo
- Producteur : Rock Demers
- Société de production : BLM Productions, Les Productions La Fête (Montréal), Super Écran (Montréal), Téléfilm Canada
- Pays d'origine : Canada Montréal Chine et Australie
- Distribution : Claire Films
- Durée : 100 minutes
- Date de sortie : 1988

## Distribution
- Lucas Evans
- Anthony Rogers
- Jill Stanley
- Andrew Whitehead
- Paul Popowich : Cass
- Han Yun